# Принцы Конти
Принцы Конти (или де Конти; фр. prince de Conti) — род и старший титул французских принцев, младшей ветви дома принцев Конде, который в свою очередь являлся младшей ветвью французской королевской династии Бурбонов. Название титула происходит от небольшого города Конти в северной Франции, в 35 км к юго-западу от Амьена, который семья Конде приобрела благодаря браку Луи де Бурбона, первого принца Конде, с Элеонорой де Руа в 1551 году. 
Франсуа де Бурбон (1558—1614), третий сын Луи де Бурбона, получил титул маркиза Конти в 1581 году, а в 1597 году — титул принца Конти. В 1614 году он умер, не оставив наследников.
В 1629 году титул принца де Конти был восстановлен для Армана де Бурбон (1629—1666), младшего брата Великого Конде. После этого титул передавался из поколения в поколение старшему в роде потомков Армана де Бурбон вплоть до 1814 года, когда род пресёкся. 

## Титулы
Во французской системе титулования один титул одновременно может носить только один человек, как правило, глава рода, а не все его члены сразу. Если семья имеет несколько титулов, то обычно глава семьи оставляет за собой старший титул (титулы) а сыновьям и другим потомкам передаёт младшие, именуемые титулами учтивости. 
В роду де Бурбон-Конти основным был титул собственно принца Конти, который неизменно носил глава дома. Его сыновья и другие наследники пользовались титулами учтивости герцог Меркёр, граф де ла Марш, или граф д’Але. Кроме того, за родом принцев Конти были закреплены титулы принцев Оранских (это оспаривалось несколькими другими знатными семьями, во Франции и за её пределами, однако, именно принцам Конти Людовик XIV предоставил право получения налоговых отчислений с Оранжа), принцев Ла-Рош-сюр-Йон, графов де Бомон-сюр-Уаз и де Пезенас, баронов де Вореаль, сеньоров Л’Иль-Адам, Ле-Плесси-Бельвиль и ещё 6 сеньорий.

## Принцы Конти
| Порядковый номер                 | Портрет | Имя                                         | Родство с предшественником                                                           | Даты ношения титула принц Конти | Супруга | Герб   |
| -------------------------------- | ------- | ------------------------------------------- | ------------------------------------------------------------------------------------ | ------------------------------- | --- | ------ |
| 1-й принц Конти (первая креация) | centré  | Франсуа де Бурбон-Конти (1558-1614)         | Младший сын Людовика I, принца Конде (титул создан)                                  | 1581-1614                       | 1-я Жанна де Космэ (фр.; 1560-1601) 2-я Луиза Маргарита Лотарингская (1588—1631)                                                                    | centré |
| 1-й принц Конти (вторая креация) | centré  | Арман де Бурбон-Конти (1629-1666)           | Внучатый племянник предыдущего, младший сын Генриха II, принца Конде                 | 1629-1666                       | Анна Мария Мартиноцци (1637—1672), племянница кардинала Мазарини                                                                                    | centré |
| 2-й принц Конти                  | centré  | Людовик Арман де Бурбон-Конти (1661-1685)   | Младший брат предыдущего                                                             | 1666-1685                       | Мария Анна де Бурбон (1666—1739), внебрачная дочь короля Людовика XIV и его фаворитки Луизы де Лавальер                                             | centré |
| 3-й принц Конти                  | centré  | Франсуа Людовик де Бурбон-Конти (1664-1709) | Племянник предыдущего (сын Армана де Бурбон-Конти). Был известен, как Великий Конти. | 1685-1709                       | Мария Тереза де Бурбон (1666—1732), дочь Генриха III де Бурбон-Конде.                                                                               | centré |
| 4-й принц Конти                  | centré  | Людовик Арман де Бурбон-Конти (1695-1727)   | Сын предыдущего                                                                      | 1709-1727                       | Луиза Елизавета де Бурбон, дочь Людовика III де Бурбон-Конде, племянница матери своего мужа.                                                        | centré |
| 5-й принц Конти                  | centré  | Людовик Франсуа де Бурбон-Конти (1717-1776) | Сын предыдущего                                                                      | 1727-1776                       | Луиза Диана Орлеанская (1716—1736), дочь герцога Филиппа II Орлеанского и его двоюродной сестры, приходилась племянницей супруге 3-го принца Конти. | centré |
| 6-й принц Конти                  | centré  | Людовик Франсуа де Бурбон-Конти (1734-1814) | Сын предыдущего                                                                      | 1776-1814                       | герцогиня Мария Фортуната Д’Эсте (1731—1803), дочь Франческо III д’Эсте, владетельного герцога Моденского.                                          | centré |

## Остальные члены рода

### Внебрачные дети 1-го принца Конти (1-я креация)
- Николя де Конти, аббат Граммон (ум. 1648) — узаконен не был.

### Дети 3-го принца Конти
- Мария Анна де Бурбон-Конти (до замужества — мадемуазель де Конти; 1689—1720) — супруга (с 1713 года) Людовика IV, принца Конде.
- Луиза Аделаида де Бурбон-Конти (1696—1750) — замужем не была, однако имела много внебрачных детей.

### Дети 4-го принца Конти
- Луиза Генриетта де Бурбон  (до замужества — мадемуазель де Конти; 1726—1759) — супруга (с 1743 года) Луи-Филиппа де Бурбона, герцога Шартрского, будущий герцога Орлеанского (1725—1785).

### Некоторые внебрачные дети 5-го принца Конти
- шевалье Франсуа Луи де Вореаль (1761—1785).

Кроме того, два сына были узаконены принцем согласно его завещанию:
- Франсуа Клод Фауст де Бурбон-Конти (1771—1833), маркиз де Ремовилль.
- Мария Франсуа Феликс де Бурбон-Конти (1772—1840), шевалье д’Алленвиль.

Кроме того,
- Амелия Габриэль Стефания Луиза де Бурбон-Конти (1756—1825) всю свою жизнь добивалась признания в качестве узаконенной внебрачной дочери принца Конти, и получила пенсию от короля, но не официальное признание.

## Замки принцев Конти
Принцы Конти имели несколько замков и резиденций, однако, возможно, самая известная из них находилась в Л’Иль-Адаме, титул сеньоров которого они носили. В годы Великой Французской революции резиденция была сперва конфискована, а затем продана с молотка и разобрана на строительный камень. Сохранились только изображения резиденции принцев Конти; существует также макет резиденции.

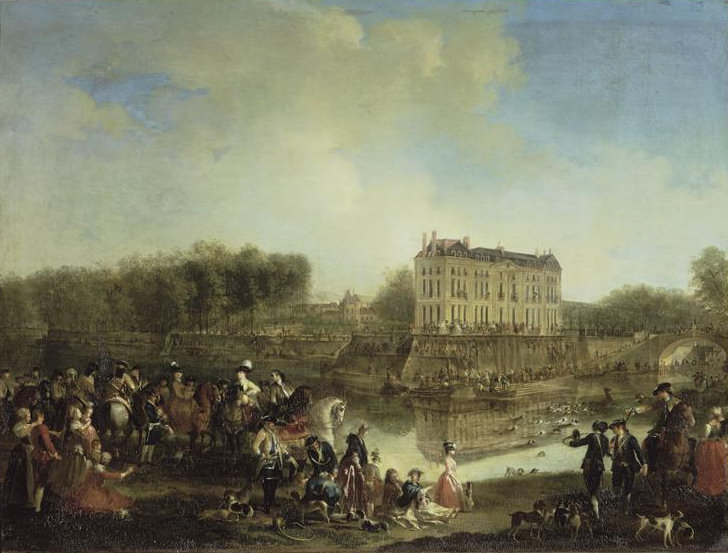
Замок Л’Иль-Адам во времена принцев Конти на картине Мишеля Бартелеми Оливье (ок. 1770-х годов).
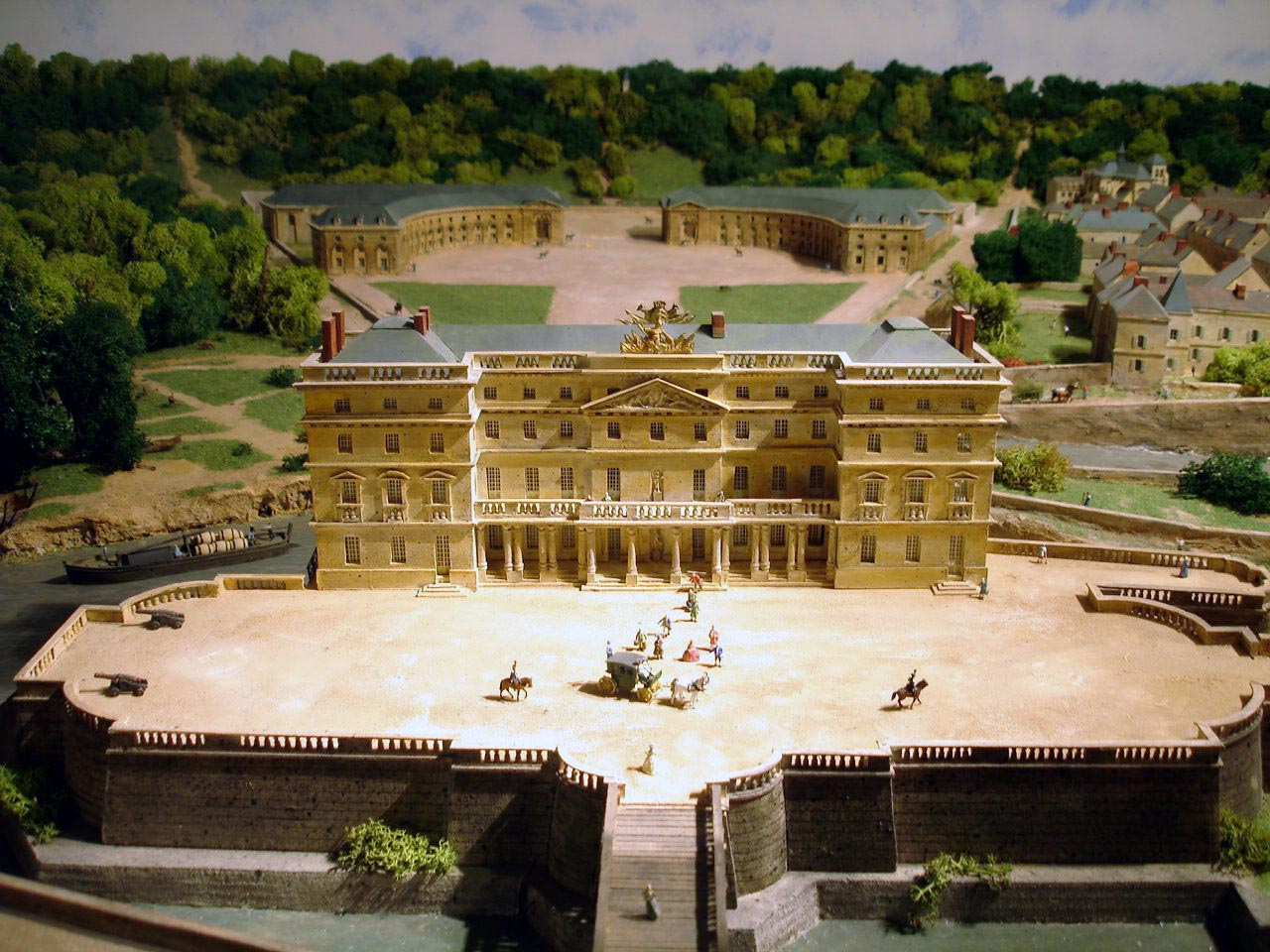
Макет замка принцев Конти в Л’Иль-Адаме